# Uitzaaiing
Uitzaaiingen of metastasen zijn in de oncologie kwaadaardige gezwellen, die op een andere plaats optreden dan de oorspronkelijke plaats van het eerste, primaire gezwel. Het kunnen optreden van uitzaaiingen is een van de hoofdkenmerken van een kwaadaardige tumor of kanker.
Uitzaaiingen gaan uit van een enkele cel, die zich losmaakt uit een tumor en zich, vaak via celmigratie (verplaatsing) door de bloedbaan of het lymfevatenstelsel, in een ander orgaan vestigt en daar door celdeling uitgroeit tot een nieuwe tumor. Omdat hierbij een vrij lange 'stille' periode bestaat, waarin de uitzaaiing nog te klein is om op te sporen door bijvoorbeeld röntgenonderzoek of lichamelijk onderzoek, verkeren veel kankerpatiënten na de behandeling van de hoofdtumor jarenlang in onzekerheid. Zelfs als hun operatie geslaagd is en 'alle uitslagen goed waren' kunnen er best één, tien of zelfs honderden uitzaaiingen ongemerkt en onvindbaar aan het doorgroeien zijn.
Daarom wordt vaak na een operatie nog chemotherapie of nabestraling gegeven. Dat levert echter meestal geen garantie tegen een terugval of recidief.
Voor de meeste kwaadaardige tumoren geldt dat, als na vijf jaar geen recidief is opgetreden, de kans dat dit alsnog gebeurt erg klein wordt; voor borstkanker is deze termijn echter duidelijk langer, wel tien jaar.

## Volgorde van uitzaaiing

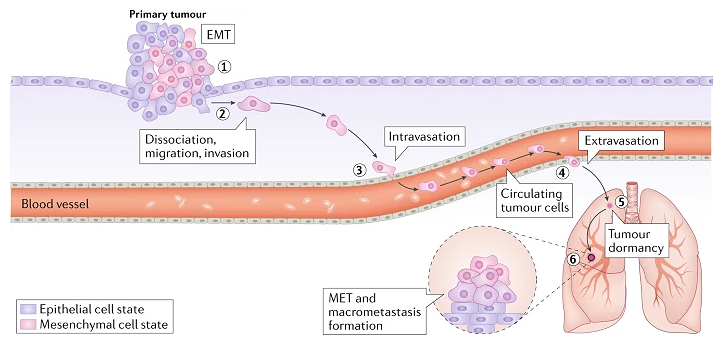
Volgorde van uitzaaiing

Er wordt aangenomen dat het uitzaaiingsproces uit de volgende opeenvolgende stappen bestaat (zie de figuur).
- Stap 1: De eerste ontsnapping uit de primaire plaats (invasie) vereist dat de epitheliale tumorcellen hun cel-celverbindingen losmaken om beweeglijk te worden en dat ze het basale membraan en de extracellulaire matrix (ECM) afbreken.
- Stap 2: Door het afbreken van deze fysieke barrières kunnen cellen migreren en binnendringen in nabijgelegen normale weefsels.
- Stap 3: De volgende stap van de uitzaaiing wordt 'intravasatie' genoemd, waarbij tumorcellen de endotheliale wanden binnendringen, in de vasculaire of lymfevaten doordringen en daardoor in de systemische circulatie terechtkomen. Slechts een klein aantal van de vrijgekomen neoplastische cellen lijkt in staat te zijn te overleven. Dit wordt veroorzaakt door de schuifkrachten die in de bloedsomloop voorkomen en door anoikis (een vorm van geprogrammeerde celdood die optreedt wanneer cellen zich losmaken van de omringende ECM) en de verankering verloren gaat naar het vaste ECM.
- Stap 4: Uiteindelijk kunnen sommige van de overlevenden extravaseren via het capillaire endotheel van op afstand gelegen organen naar het parenchym van deze organen (extravasatie). Extravaseren is het lekken van vloeistof uit de omringende ruimte naar het omliggende gebied, vooral bloed of bloedcellen uit bloedvaten.
- Stap 5: In de nieuwe stromale omgeving die ze tegenkomen, slaagt een nog kleinere subgroep erin zich te vestigen.
- Stap 6: Vervolgens kunnen ze prolifereren van minieme gezwellen (micro-metastasen) tot volledig kwaadaardige secundaire tumoren die klinisch detecteerbaar en uiteindelijk levensbedreigend zijn (secundaire groei).

De activering van epitheel-mesenchymale overgang (EMT) kan tumorcellen het vermogen geven om te migreren, binnen te dringen, te intravaseren en te extravaseren. Zodra ze verre organen bereiken keren deze mesenchymcellen terug naar een meer epitheliale identiteit via een mesenchymale-epitheliale overgang (MET) om het proliferatievermogen te herwinnen en te zorgen voor secundaire groei in de verre organen.

## Verspreidingsvormen
Uitzaaiingen kunnen optreden door verspreiding van kwaadaardige cellen op verschillende manieren:
- via het bloed (hematogene metastasering)
- via de lymfevaten (lymfogene metastasering)
- door directe verspreiding in een holte (cavitaire metastasering), bijvoorbeeld de buikholte.
- door versleping tijdens een onderzoek of behandeling, bijvoorbeeld na een diagnostische punctie (entmetastase).

Bij hematogene metastasering vormen de uitzaaiingen zich vaak in het eerstvolgende doorstroomde orgaan. Voor de darmen is dit de lever, voor andere organen meestal de longen. Andere organen die vaak aangetast worden zijn het bot, met meestal multipele metastasen, en de hersenen, die moeilijk behandelbaar zijn met chemotherapeutica. 
Bij lymfogene metastasering ontstaan metastasen vooral in de lymfklieren die stroomafwaarts liggen van de tumor - bij borstkanker onder de oksel. 
Van de derde groep zijn vooral ovariumtumoren een goed voorbeeld. Ook tumoren van het maag-darmstelsel kunnen cavitair (dus in de buikholte) uitzaaien. 
Entmetastasen kunnen bijvoorbeeld optreden aan het huidoppervlak na een biopsie wegens kwaadaardige gezwelgroei in de lever.

## Symptomen
Metastasen treden meestal pas in een laat stadium van kanker op, maar kunnen ook reeds vroeg ontstaan. Het tijdstip van het optreden van symptomen kan dus variëren. De klachten zijn steeds het gevolg van een verminderde functionaliteit van het aangetaste orgaan, maar veroorzaken niet noodzakelijkerwijs pijn. De problemen die men kan ondervinden zijn met andere woorden afhankelijk van het orgaan waarin de uitzaaiing zich bevindt en de mate waarin deze metastase het normale weefsel verdrongen heeft.
Een goed voorbeeld is een metastase in het bot. Door de groei verdringt de metastase het normale botweefsel en interfereert dus met de stevigheid van het bot. Dit leidt tot breuken in situaties waarin dit normaal gezien niet het geval is, bijvoorbeeld door een lichte val. Deze breuken kunnen echter ook spontaan optreden. In de geneeskunde spreekt men dan over een "pathologische fractuur". Deze breuk veroorzaakt uiteraard pijn, maar dit wordt niet rechtstreeks veroorzaakt door de daar aanwezige secundaire tumor. Bovendien staan de symptomen van de primaire tumor gewoonlijk voorop.

## Consequenties
Voor de meeste vormen van kanker geldt dat als er eenmaal uitzaaiingen op afstand zijn gevonden, de prognose (overlevingskans) ernstig is gedaald doch genezing is in enkele gevallen nog mogelijk. Dit geldt voornamelijk bij vormen van kanker die zeer gevoelig zijn voor chemotherapie, zoals zaadbalkanker (testiscarcinoom). Ook een enkele lever- of longmetastase kan soms nog chirurgisch verwijderd worden. Bij de aanwezigheid van meerdere metastasen is een operatie vaak uitgesloten. Ook bestraling is in die situatie om dezelfde reden geen genezende optie meer. Men spreekt dan van palliatieve behandeling waarbij genezing niet mogelijk is, maar waarin symptoombestrijding en soms afremming van tumorgroei het doel zijn.

## Andere soorten uitzaaiingen
Ook bij infecties kunnen overigens uitzaaiingen ontstaan - metastatische abcessen. Een andere, minder verwarrende term daarvoor is multipele abcessen. In plaats van metastasering spreekt men bij infecties vaker van disseminatie.